# Настасія Кончаківна
Настасія Кончаківна (до хрещення Свобода); ? — після 1188 року) — половецька княжна, дочка хана Кончака та дружина князя Володимира Ігоровича.

## Біографія
Правнучка половецького хана Шарукана була дочкою хана Кончака, до хрещення мала ім'я Свобода. 1185 року її батько завдав поразки руському війську і серед інших захопив у полон князів Ігоря Святославича та його сина Володимира Ігоровича. Пізніше Ігор здійснив втечу з полону і повернувся на батьківщину.
Під час перебування Володимира у полоні Свобода стала його дружиною та отримала у хрещенні ім'я Настасія. У пари були два сини: Ізяслав та Всеволод.
1188 року Володимир був відпущений з полону і поїхав з дружиною і маленьким сином Ізяславом на батьківщину, більше про неї нічого невідомо.

## У літературі та культурі
У «Слові про похід Ігорів» у гонитві за Ігорем, який втік, якого називають «сокіл», хан Кончак пропонує Гзаку «обплутати соколенка дівчиною», на що той не погоджується:
Якщо його обплутаємо дівчиною
Він з дівчиною в свій терем помчить,
І почне нас бити будь-який птах
У половецькому полі, хане Кончаку!
Героїня опери Олександра Бородіна «Князь Ігор» під ім'ям Кончаківна. Образ княжни розкритий у кавантині «Меркне світло денний».
У фільмі «Князь Ігор» роль Кончаківни грає Інвета Моргоєва, її партію виконує Ірина Богачова.